# Toquaht
Toquaht (Toquart), pleme američkih Indijanaca iz skupine Nootka, porodica Wakashan, sa sjeverne obale Barklay Sounda u kanadskoj provinciji Britanska Kolumbija. Sredinom 19 .stoljeća njihov teritorij je uključivao Barkley Sound, Toquart Bay, Mayne Bay i Pipestem Inlet. Danas žive na rezervatima Chenatha 4, Chequis 3, Deekyakus 2, Dookqua 5, Macoah 1 i Stuart Bay 6, u svojim tradicionalnim selima Macoah (kod Swantona Mahcoah) i Chequis. Populacija im iznosi oko stotinu. 

## Vanjske poveznice
- Toquaht[neaktivna poveznica]
- Toquaht  Arhivirana inačica izvorne stranice od 3. travnja 2011. (Wayback Machine)